# No (hóa học)
Trong hóa hữu cơ, một hợp chất hữu cơ được gọi là no nếu nó có số lượng nguyên tử hydro lớn nhất có thể, nghĩa là không có liên kết đôi carbon-carbon, hay trong một mạch hydrocarbon, mỗi nguyên tử carbon được liên kết với hai nguyên tử hydro.
Ví dụ, trong các hydrocarbon đơn giản, alkan là no, còn alken là không no. Các hợp chất không no được đặc trưng bởi các hệ electron pi. Khái niệm này được dùng một cách tương tự đối với các thành phần acid béo của lipid, ở đó chất béo được mô tả là no hay không no phụ thuộc vào việc thành phần axít béo có chứa liên kết đôi carbon-carbon hay không. Với hợp chất không no, cấu trúc carbon chứa liên kết đôi hoặc đôi khi là liên kết ba. Nhiều loại dầu thực vật chứa các axít béo với một hay nhiều liên kết đôi.